# Matteo Mantero
Matteo Mantero (Loano, 23 agosto 1974) è un politico italiano.

## Biografia
Mantero si trasferisce da giovane a Savona dove prende il diploma all'ITIS come perito chimico industriale con il voto di 50/60. Frequenta l'Università di Genova, ma sostiene solo 19 dei 26 esami previsti dal piano di studi e non arriva a conseguire la laurea. 

Dal 1999 al 2002 gestisce un ristorante a Savona, dal 2001 al 2007 lavora come agente di commercio per alcune aziende specializzandosi nel settore dell'arredamento. Dal 2005 apre anche un'attività in proprio di arredamento e interior design. Collabora con alcune riviste; nel 2013 decide di chiudere l'attività per dedicarsi alla scrittura; tra le pubblicazioni stampate c'è Viva la Revoluction.
Collabora con una locale società amatoriale di basket, che l'ha visto militare per alcuni anni nel campionato CSI ed in promozione.

### Attività politica
Dal 2010 fa parte del Movimento 5 Stelle (M5S) di Savona, dove si è candidato per la tornata elettorale del rinnovo del consiglio comunale avvenuta nel 2011. Collabora come organizzatore e scrittore di articoli, oltre che di mozioni in aiuto ai consiglieri eletti in municipio. Nel 2012 viene contattato dallo staff del Movimento 5 Stelle per candidarsi al Parlamento Italiano, viene votato alle parlamentarie e risulta il primo nella lista nella circoscrizione Liguria.
Nel 2013 viene eletto alla Camera dei deputati per il Movimento 5 Stelle.
Alle elezioni politiche del 2018 è eletto al Senato.
Vicino alle posizioni di Roberto Fico, fa parte della corrente di sinistra del M5S, cosiddetta ortodossa, critica nei confronti del leader Luigi Di Maio.
Il 31 ottobre 2018 deposita in Senato un disegno di legge per proporre l'eutanasia.
Il 7 novembre 2018 non partecipa al voto di fiducia sul decreto sicurezza del Ministro dell'Interno Matteo Salvini, dichiarandosi contrario alle misure in esso contenute.
Il 9 gennaio 2019 deposita in Senato un disegno di legge per legalizzare la coltivazione, la lavorazione e la vendita della cannabis e dei suoi derivati.
Il 17 febbraio 2021 è uno dei 15 senatori del M5S a votare contro la fiducia al Governo Draghi.
Il giorno dopo il capo politico del M5S Vito Crimi annuncia l'espulsione di tutti i 15 senatori che non hanno votato la fiducia al governo il giorno precedente.
Il 19 febbraio aderisce al gruppo misto, componente Non iscritti. Il 20 luglio annuncia la sua adesione a Potere al Popolo!, dando vita all'omonima componente all'interno del gruppo misto.